# Вылеты печати

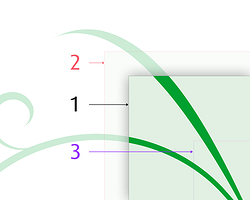
1. Край страницы — линия предполагаемого (идеального) отреза.
2. Вылет — часть страницы, которая будет обрезана.
3. Поле — часть страницы, где не должно быть значимых частей (например, текста).

Вы́леты — в полиграфии припуски к обрезному формату, которые необходимо создавать, когда часть изображения уходит «под обрез», то есть линия реза проходит не по пустому полю незапечатанной бумаги, а по картинке.
Вылеты применяются из-за сложности приладки оборудования при печати «в край» материала печати. Поэтому большинство типографий (как офсетных, так и цифровых) печатает на листе несколько большем, чем сам макет, или вовсе делают так называемые спуски — когда на одном печатном листе располагаются несколько экземпляров печатной продукции. После печати всё лишнее отрезают по меткам реза («crop marks»). Из-за невозможности обеспечить точный отрез по линиям реза необходимо оставлять вылеты.
Если вылеты не оставлены, по границе листа после обрезки могут образовываться полоски незапечатанной бумаги, причём при неаккуратной резке они будут иметь разную ширину в разных частях изображения, то есть будут оставлять впечатление косого реза. Кроме того, велика вероятность того, что с разных сторон листа белые области будут разного размера, что усилит ощущение неаккуратности работы.
В случае использования вылетов необходимо установить на полосе за пределами видимой после подрезания области специальные метки реза, которые будут служить ориентиром для работника, выполняющего постпечатную обработку. Именно эти метки и будут определять послеобрезной формат листа печатной продукции.
Типографии предъявляют различные требования к вылетам, от 1 мм до 5 мм с каждой стороны. Эта информация обычно содержится в технических требованиях типографии.
Зона вылетов зависит от вида продукции, в которых разная точность резки частей или всего изделия диктует необходимый размер.
В требованиях типографии оговаривается минимальная зона вылетов; если вылеты больше указанных минимальных требований, отрицательных моментов нет.
Для большинства изделий достаточной зоной является 3 мм.